# Layamon
Layamon fue un poeta inglés de principios del siglo XIII, autor del Brut, un notable poema en inglés medio que fue la primera obra en ese idioma en tratar las leyendas del rey Arturo y sus Caballeros de la Tabla Redonda, conocidas como «materia de Bretaña». Layamon se describe a sí mismo en el poema como un clérigo residente en Areley Kings (Bewdley, Worcestershire). Su poema ha proporcionado inspiración a numerosos escritores posteriores, como Sir Thomas Malory o Jorge Luis Borges, y ha tenido un gran impacto en el estudio de la Edad Media en Inglaterra.

## El nombre
En su época el nombre del autor se escribía «Laȝamon» o «Laȝamonn», siendo la tercera letra una yogh, y se pronunciaba [ˈlaɣamon] en inglés medio. En el manuscrito «Cotton Caligula A.ix» se escribe «Laȝamon», mientras que en el «Cotton Otho C.xiii» aparece como «Laweman» y «Loweman».
Los editores y bibliotecarios contemporáneos han escrito su nombre de múltiples maneras, entre ellas «Layamon», «Lazamon» o «Lawman», y en inglés estadounidense a menudo se pronuncia modernizado como [ˈleɪəmən]. La Universidad de Brown —Quinta Conferencia Internacional sobre el Brut de Laȝamon en esa universidad— sugiere que la forma «Layamon» es etimológicamente incorrecta, y que con las letras del alfabeto latino debiera escribirse «Laghamon», al igual que niȝt se escribe hoy en día night. Sin embargo, esta última es una opción poco empleada.

## Brut
Brut (c. 1190) es un poema en inglés medio compilado y reelaborado por el clérigo inglés Layamon. Su nombre viene del fundador mítico de Britania, Bruto de Troya. Se encuentra en los manuscritos «Cotton Caligula A.ix», escrito en el primer cuarto del siglo XIII, y en el «Cotton Otho C.xiii», unos cincuenta años posterior. La segunda versión es más breve que la primera, que tiene 16 095 versos. Ambos manuscritos se encuentran hoy en el Museo Británico.
Brut narra la historia de Britania. Bebe ampliamente del anglo-normando Roman de Brut de Wace, que a su vez se inspira en la Historia Regum Britanniae de Godofredo de Monmouth, aunque es más extenso que ambos e incluye una detallada sección de la vida y hechos del rey Arturo. La métrica es el verso aliterativo típico de la poesía en inglés medio.